# Zagaje Grzegorzowskie
Zagaje Grzegorzowskie – wieś w Polsce, położona w  województwie świętokrzyskim, w powiecie ostrowieckim, w gminie Waśniów.
W latach 1975–1998 przysiółek administracyjnie należał do województwa kieleckiego.
Przed 2023 r. miejscowość była przysiółkiem wsi Czajęcice.